# Jedovina
Jedovina (339 metrů) je vrch v Českém středohoří se zříceninou kaple Narození svatého Jana Křtitele na vrcholu. Leží severozápadně od Habří v okrese Ústí nad Labem.
V minulosti se vrch nazýval Jedlovina a bývaly na něm vinice. Na Jedovině bylo v plánu těžit znělec, ale k těžbě nikdy nedošlo. V roce 2009 byla kolem Jedoviny vybudována cyklotrasa spojující Habří a Suché.